# Stichting Kinderen Voorrang

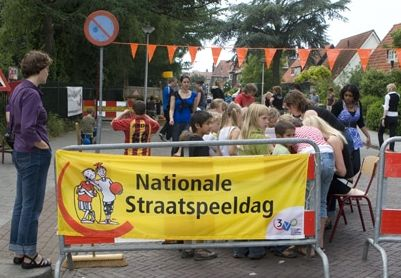
Nationale Straatspeeldag is ontwikkeld door Kinderen Voorrang en na de fusie overgenomen door 3VO en VVN

De Stichting Kinderen Voorrang! was een Nederlandse verkeersveiligheidsorganisatie die bestond van 1973 tot 2000. Van 1973 tot 1993 heette zij Stichting Pressiegroep Stop de Kindermoord. Kinderen Voorrang is in 2000 opgeheven na de fusie met twee andere verkeersveiligheidsorganisaties: Veilig Verkeer Nederland en De Voetgangersvereniging.

## Doel
De stichting had zich tot doel gesteld: de samenleving dusdanig te doen inrichten, dat de veiligheid van de jeugdige verkeersdeelnemers gewaarborgd is, alsmede al hetgeen daarmee in de ruimste zin verband houdt. Dit doel trachtte de stichting te bereiken door:
- pressie uit te oefenen op de bevolking en de overheidsinstanties tot het treffen van noodzakelijke maatregelen;
- voorstellen te doen ter zake van deze maatregelen; en
- alle andere geoorloofde middelen.

## Activiteiten
De stichting begeleidde bewonersgroepen die verkeersproblemen in hun buurt wilden aanpakken. De in het kader daarvan uitgebrachte adviezen hadden een verkeerstechnisch of procedureel karakter. Met plaatselijke groepen werd de Nationale Straatspeeldag georganiseerd. Een dag lang werden straten afgezet waar kinderen veilig konden spelen. Politici werden door de stichting regelmatig benaderd om te reageren op overheidsplannen en aan te dringen op beter beleid. Veelvuldig werd deelgenomen aan extern overleg, zoals het Periodiek Verkeersoverleg en het Overlegorgaan Verkeersveiligheid. Contacten waren er ook met afzonderlijke organisaties op het gebied van verkeer, verkeersveiligheid en milieu. De stichting gaf een eigen blad uit, met de titel Bulletin, later Verkeert. In 1993 werd de opzet van het blad gewijzigd en veranderde de naam in 'Kinderen Voorrang'. Voorlichtingsmateriaal werd uitgebracht in de vorm van folders, brochures, diaseries, videofilms etc. Naast het voornoemde zijn er nog vele andere activiteiten en projecten waar de stichting zich mee bezighield.

## Geschiedenis

### Pressiegroep Stop de Kindermoord (1973–1993)

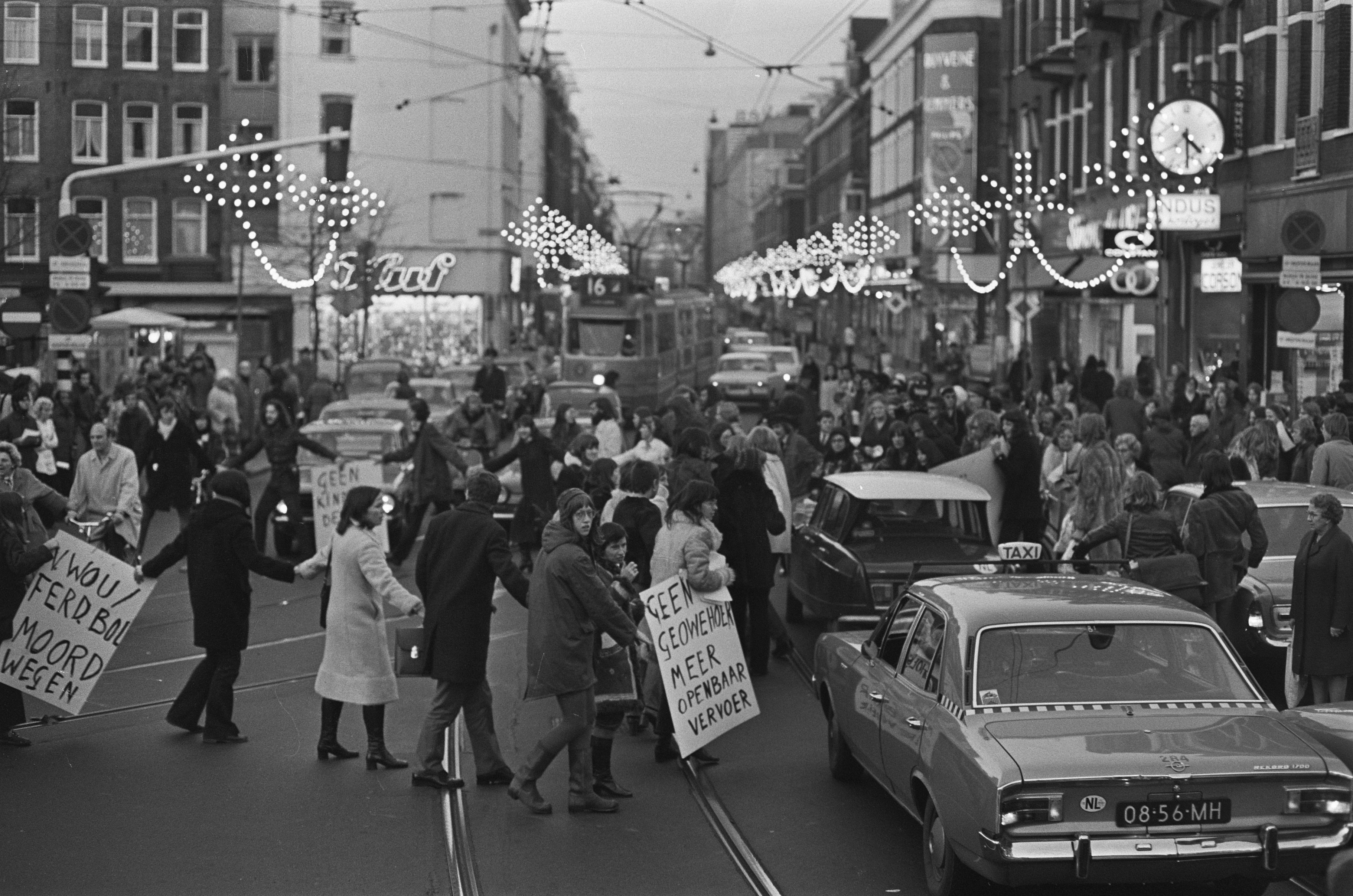
Aktiegroep Stop kindermoord bezet kruispunt bij Albert Cuypstraat te Amsterdam

De Stichting Pressiegroep Stop de Kindermoord werd op 22 maart 1973 opgericht te Eindhoven. De directe aanleiding voor de oprichting was een artikel, in de vorm van een noodkreet, van een journalist van het toenmalige dagblad De Tijd over de vele jeugdige verkeersslachtoffers. De journalist schreef het artikel in september 1972, nadat zijn kinderen bij verschillende verkeersongelukken betrokken waren geraakt, met als resultaat dat één kind kwam te overlijden en het andere gewond raakte. Het artikel zorgde voor veel publiciteit over verkeersslachtoffers.

### Kinderen Voorrang! (1993–2000)
Op 6 oktober 1993 werd de naam van de stichting veranderd in: Kinderen Voorrang!. Dit gebeurde bij wijziging van de statuten. De officiële vestigingsplaats werd Amsterdam, waar toen al jaren het bureau van de stichting was gevestigd aan de Eerste Nassaustraat 5.

### Fusie tot Verenigde Verkeers Veiligheids Organisatie (3VO)
De stichting werd per 1 april 2000 opgeheven, dit in verband met de fusie met twee andere verkeersveiligheidsorganisaties: Veilig Verkeer Nederland en De Voetgangersvereniging. Ze werden hiertoe gedwongen door het ministerie van Verkeer en Waterstaat, dat hen subsidieerde. Erik Asmussen, vanaf 1998 voorzitter en gezaghebbend binnen Verkeersveiligheid was weinig optimistisch over deze fusie. De nieuwe organisatie kreeg de naam: Verenigde Verkeers Veiligheids Organisatie (3VO).
Veilig Verkeer was de dominante fusiepartner en in 2006 is besloten om de naam van de grootste fusiepartner Veilig Verkeer Nederland te gaan gebruiken. Ondanks de intentie van de fusie verdween de brede benadering steeds meer uit zicht. Zo werd in 2010 gestopt met de Straatspeeldag. In 2012 vond vervolgens een reorganisatie en koersverandering plaats waarbij de laatste medewerkers van de kleine fusiepartners werden ontslagen. Nadat gebleken was dat het bestuur niet bereid was tot overleg hierover, hebben in 2013 voormalige bestuursleden en oud medewerkers zich daarna verenigd in het vrijwilligersnetwerk MENSenSTRAAT.

## Archief
Het archief van de Stichting Kinderen Voorrang! is te vinden bij Nationaal Archief, Den Haag, onder de naam "Stichting Pressiegroep Stop de Kindermoord / Stichting Kinderen Voorrang", nummer toegang 2.19.198.